# Azathoth

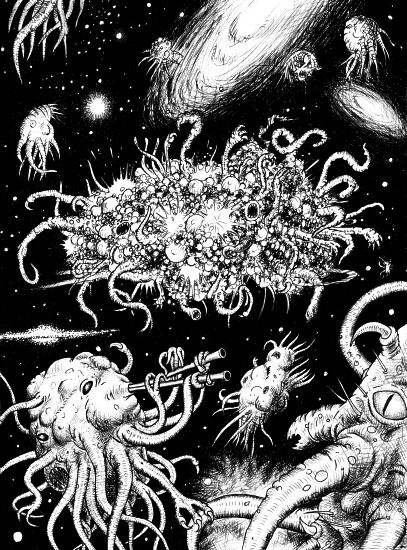
Fri artistisk framställning av Azathoth.

Azathoth, även kallad "Demonsultanen" (The Daemon Sultan), är en fiktiv gudalik varelse samt namnet på en oavslutad roman, skapade av H. P. Lovecraft. Senare författare, bl. a. Ramsey Campbell, har byggt vidare på idén.
Azathoth beskrivs som blind och idiotisk och anses vara Cthulhu-mytologins överhuvud. Den kallas även för "Sjudande nukleärt kaos" (Seething Nuclear Chaos) och dess inkarnationer är bland andra "Vansinnet från gravkammaren" (The Madness from the Vaults) och Xada-Hgla.
I universums centrum håller Azathoth sitt hov, där den passas upp av den yttre guden (Outer God) Nyarlathotep som uppfyller alla Azathoths slumpmässiga behov. Även de namn- och sinneslösa varelser som kallas "de andra gudarna" (The Other Gods) svärmar runt Azathoth tillsammans med en skara av varelser som kallas "tjänare av de yttre gudarna" (Servitors of the Outer Gods). I Lovecrafts noveller beskrivs Azathoth som ett "nukleärt kaos", men det är oklart om författaren använde ordet "nukleärt" för att påvisa radioaktiv energi eller helt enkelt för att beskriva Azathoths ytterst centrala vistelseplats.
Det är få som tillber Azathoth direkt, och de som gör det är oftast galna eftersom att tillkalla Azathoth medför förödelse och död. Shanerna (The Shan) är dock hängivna dyrkare av inkarnationen Xada-Hgla. Thomas Ligottis Idiotens kult (The Sect of the Idiot) har en avdelning vars natur är icke-mänsklig och består av till synes identiska mumifierade och vedervärdiga varelser som är under direkt kontroll av den blinda idiotguden själv. I Anders Fagers "Krig! Barn!" vandrar en gatufest ifrån Stockholm till Azathoths tron och tillbaka igen. 